# Banco HSBC (Brasil)

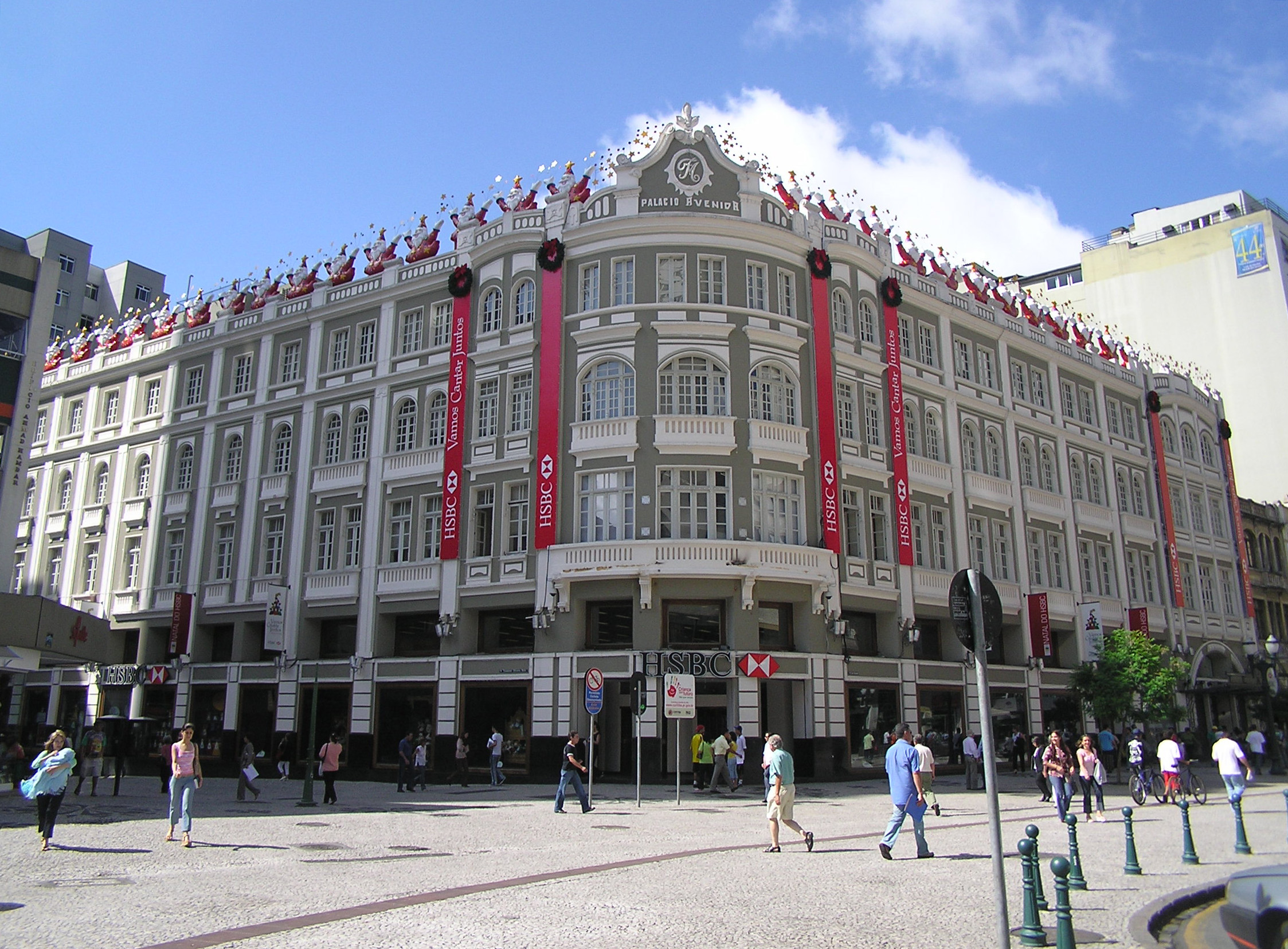
Sede do HSBC no Brasil, em Curitiba.

HSBC Brasil foi a subsidiária do banco britânico HSBC no Brasil. Sediada em Curitiba, no Paraná. Foi criada em abril de 1997, para assumir o Banco Bamerindus do Brasil S.A., após a decretação de falência extrajudicial em 26 de março daquele ano pelo Banco Central do Brasil. Inicialmente, quando assumiu, o banco chamava-se Banco HSBC Bamerindus S.A.. Depois, o nome do banco foi alterado para o HSBC Bank Brasil SA - Banco Múltiplo em 1999. Sua sede ficava no majestoso Palácio Avenida, no Centro de Curitiba.
Em agosto de 2015 o banco contava com 5 milhões de correntistas. Possuía 853 agências, 464 postos de atendimento, 669 postos de atendimento eletrônico, 1.809 ambientes de autoatendimento e 4.728 caixas eletrônicos, em 531 cidades do Brasil e ativos totais de 168 bilhões de reais.
O HSBC Brasil foi um dos dez maiores bancos do Brasil, com mais de 1.700 filiais e postos de atendimento em 550 cidades brasileiras. HSBC Bank Brasil era uma subsidiária regional, liderança do HSBC na América do Sul e a linha de comunicação regional para vários outros países.
Desde fevereiro de 2015, sua matriz está envolvida no escândalo Swiss leaks, que está sendo considerado "o maior vazamento da história dos bancos Suíços." As informações foram reveladas por um ex-funcionário Hervé Falciani, da filial do banco na Suíça, de que o banco teria aberto e facilitado a abertura de contas com dinheiro não declarado entre os anos de 2005 a 2007, incluindo aí, pessoas de nacionalidade brasileira, do qual estão sendo alvo de investigação das autoridades brasileiras.

## História
O Grupo HSBC tem a sua presença no Brasil desde 1976, quando Samuel Montagu e Midland Bank abriram escritórios por aqui. O que começou com uma participação de 6,14 % no Bamerindus em 1995, levou à aquisição de ativos e passivos selecionados do grupo, e subsidiárias do Banco Bamerindus do Brasil em 1997, e a criação do Banco HSBC Bamerindus SA. HSBC comprou o Banco Bamerindus do Banco Central do Brasil, que teve de assumi-la, sendo estabelecido em 1952 por altura da sua aquisição. O Banco Bamerindus tinha quase 1.300 agências, além de seguros, leasing e títulos de empresas.
Em 9 de outubro de 2003, o HSBC comprou as operações brasileiras do Lloyds TSB, que incluía suas operações corporativas e de atacado, uma pequena rede de varejo, a Losango, um negócio de financiamento ao consumo, bem como todos os ativos onshore e offshore. O preço total de compra foi de US$ 815 milhões (490 milhões de libras). A maior parte desse montante, US$ 451 milhões, foi para a compra da participação societária total do Banco Lloyds TSB SA - Banco Múltiplo e da Losango Promotora de Vendas. Os ativos adquiridos com essa transação giraram na ordem de US$ 2,7 bilhões. Com 141 anos de existência, o Lloyds TSB deixa de existir no Brasil, após registrar prejuízo no ano de 2002.
Em 3 de agosto de 2015, foi confirmada a venda das operações no Brasil ao Bradesco por R$ 17,6 bilhões (US$ 5,2 bilhões), aprovada pelos órgãos reguladores do mercado brasileiro.

### Venda ao Bradesco
Em agosto de 2015, foi decretado o acordo entre o Bradesco e a HSBC Holding, por R$ 17,6 bilhões. Após a integração, o Bradesco migrou todas as contas dos clientes do HSBC no Brasil. Apenas os grandes clientes corporativos tiveram suas contas mantidas. A concretização da venda foi efetivada em 1º de julho de 2016. O Banco Bradesco, com a compra do HSBC, encosta em seu principal concorrente, o Itaú Unibanco. Com a aquisição do HSBC, o Banco Bradesco tem 851 novas agências, 5 milhões de novos clientes e R$ 160 bilhões em ativos. A venda ao Banco Bradesco de sua filial "constitui uma etapa importante na execução das medidas anunciadas aos acionistas em 9 de junho", afirma o HSBC em um comunicado. Após vários escândalos e resultados financeiros ruins, o HSBC, principal banco europeu, anunciou em junho a demissão de 50.000 funcionários em um plano de reestruturação global que inclui a venda de suas atividades no Brasil e na Turquia.
No primeiro semestre, o HSBC registrou um lucro líquido de US$ 9,618 bilhões, 1,31% a menos que no mesmo período de 2014. No segundo trimestre, o lucro líquido caiu 3,8%, a US$ 4,359 bilhões. A queda do lucro foi provocada principalmente pelos custos totais de operação, que no primeiro semestre aumentaram 5% na comparação com o mesmo período de 2014, a 19,187 bilhões de dólares. O Bradesco atingiu, entre abril e junho, seu maior lucro trimestral na história, segundo levantamento da consultoria Economatica. A instituição financeira anunciou ter registrado lucro líquido contábil de R$ 4,473 bilhões no segundo trimestre de 2015, após atingir R$ 4,244 bilhões nos três meses anteriores – um aumento de 5,4%. Já na comparação com o mesmo período do ano passado, o lucro mostrou crescimento de 18,4%.

## Presidentes-Executivos do Banco
| Nº | Nome                    | Início do mandato   | Fim do mandato      |
| 1  | Michael Geoghegan       | abril de 1997       | setembro de 2003    |
| 2  | Emilson Alonso          | setembro de 2003    | abril de 2008       |
| 3  | Shaun Wallis            | maio de 2008        | maio de 2009        |
| 4  | Conrado Engel           | 1º de junho de 2009 | 19 de março de 2012 |
| 5  | André Guilherme Brandão | 29 de março de 2012 | 3 de agosto de 2015 |